# S17 (Polen)
De S17 is een snelweg in Polen. De S17 moet op termijn Warschau via Lublin verbinden met de grens met Oekraïne in Hrebenne/Rava-Ruska. In 2023 waren al 163 km aangelegd; de totale geplande lengte is 310 kilometer.

A1 · A2 · A4 · A6 · A8 · A18 · A50
S1 · S2 · S3 · S5 · S6 · S7 · S8 · S10 · S11 · S12 · S14 · S16 · S17 · S19 · S22 · S50 · S51 · S52 · S61 · S74 · S79 · S86